# Scleria andringitrensis
Scleria andringitrensis är en halvgräsart som beskrevs av Henri Chermezon. Scleria andringitrensis ingår i släktet Scleria och familjen halvgräs. Inga underarter finns listade i Catalogue of Life.